# 潘怡良
潘怡良是一位服装设计师，被誉为台湾“针织女王”。

## 生平
大學就讀日本文化服裝學院，輔仁大學織品服飾研究所碩士畢。2001年，她用自己象徵歡欣樂觀的義大利文名字 Gioia 創立 GIOIA PAN 品牌，于2003年获上海时装周“设计成就奖”及于2007年获中国国际时装周“年度最佳女装设计奖”。潘怡良为顾客提供量身订制的礼服为主。2007年，潘怡良到北京参加时装展，受到当地业者的赏识，正式进军大陆市场，目前在北京及杭州各有一家专门店。GIOIA PAN 品牌推出後深受各界矚目，屢屢應邀為社會名流名媛設計參加盛會的服裝，如勇奪2007年世界小姐后冠的中國代表張梓琳小姐，其參賽之系列禮服即出自於潘怡良之手。除此之外，各大廠牌也邀請合作展出，如 Bvlgari、DHC、Folli Follie、Lancôme、Mercedes-Benz、Swarovski 等。2014年，成為第18屆中國時裝設計「金頂獎」獲得者。

## 年表
- 2003年 榮獲上海國際文化節時裝設計成就獎
- 2007年 榮獲第十三屆中國國際時裝周最佳女裝設計獎
- 2008年 榮獲上海時裝周原創設計優秀獎
- 2008年 榮獲第十四屆中國國際時裝周十佳設計師稱號
- 2009年 榮獲第十五屆中國國際時裝周十佳設計師稱號
- 2010年 榮獲第十六屆中國國際時裝周最佳女裝設計獎
- 2010年 榮獲海西時裝周國際風尚設計師大獎[6]
- 2014年 榮獲第十八屆中國國際時裝周中國時裝設計「金頂獎」獲得者

## 外部連結
- GIOIA PAN 潘怡良 官方 Facebook 粉絲頁
- 潘怡良的新浪微博 （页面存档备份，存于）